# Fantasmas (novela de Paul Auster)
Fantasmas es una novela del Premio Príncipe de Asturias de las Letras de 2006 Paul Auster, publicada en 1986. Se enmarca en La trilogía de Nueva York, junto a Ciudad de cristal (1985) y La habitación cerrada (1987). Fantasmas es el segundo libro de la trilogía.

## Trama
Trata de un detective privado llamado Azul, entrenado por Castaño, que investiga a un hombre llamado Negro en un apartamento de la calle Naranja para un cliente llamado Blanco. Azul escribe y envía sus informes a Blanco, quién le envía cheques a cambio. Azul comienza a frustrarse porque las exigencias de un trabajo continuo de vigilancia le están haciendo olvidar su propia vida.

## Menciones a otros libros
Como otros libros de Paul Auster, el libro incluye numerosos guiños y referencias a otras obras de la literatura. En este caso se realizan referencias a El Quijote y muy insistente a Walden, sobre el que se reflexiona varias veces a lo largo de la novela.